# 森ふうか
森 ふうか（もり ふうか、1993年（平成5年）9月21日 - ）は、日本のプロデューサー、元女性アイドルタレント。2021年から運営している「森サークル」の代表。 東京都日野市出身。個人ではフリーランスで活動していた。元「純粋カフェ・ラッテ」のリーダーでもあった。

## 人物
- 純粋カフェ・ラッテを率先してメンバー集めを行い、2017年3月11日にデビューし、自らリーダーを務めた。2020年4月30日事務所退所と共に卒業した[2]。
- ファンの方の愛称は「ちーむふーちゃん」である。
- 元ホテルコンシェルジュの経歴を持つ[3]。
- 憧れのアイドルはアイドリング!!!。2019年3月にアイドリング!!!OG主宰のアイドル集団「メンテナンス」へ加入し、メンバー21号として籍を置く。
- 2025年2月現在、プロデューサーとして、ポジティブモンスター・ひまわりが咲く頃にの2組のアイドルグループのプロデュースを行っており、現場スタッフとしても積極的に動いている。
- 2024年以降、不定期でオーディションを開催し、アイドル研究生ユニット「Petit Mon」（ぷちもん）を生み出している。Petit Monを経由して、前出の2組のグループへ配属させる形式をとっている。

## 活動履歴

### 学生時代
アイドルを目指し、ワタナベエンターテインメントスクール10期生として同養成所に通う。同期には橋本楓、高橋胡桃（いずれも後のアイドリング!!!メンバー）らがいた。女性アイドルグループ「アイドリング!!!」に憧れ、同4期生オーディションに応募するも落選。その後も機会に恵まれず、芸能活動は断念する。
その傍らで高校時代からマクドナルドでバイトに勤しみ、同社東京エリアの接客技能コンテストで優勝した実績を持つ。更なる向上を目指して専門学校で接客サービス技術を修得し、舞浜の一流ホテルにコンシェルジュ待遇で入社する。

### 2015年
- アイドルの夢を捨てきれず、ホテルのコンシェルジュを辞めて、オーディション募集で受かったアイドル事務所「SYLエンターテインメント」に入所。

### 2016年
- 2月1日、アイドルグループ「パツイチ☆モンスター teamパチ☆スター」に加入。
- 7月22日、所属する「パツイチ☆モンスター teamパチ☆スター」の解散を発表。
- 8月27日、DDPシアターにて初の単独ライブを開催。
- 10月30日、山下陽菜莉と期間限定ユニット「限定カフェラッテ」を結成。

### 2017年
- 2月19日、限定カフェラッテの2名に新たに5名を加え、自らリーダーを務める純粋カフェ・ラッテをSIXTEENでお披露目[3]。
- 3月11日、TSUTAYA O-Crestにて純粋カフェ・ラッテのデビューライブを開催[5]。

### 2018年
- アイドリング!!!OGによる番組「アイドルING!!!」に出演。顔面パイなど体を張った。

### 2019年
- 6月18日、この日以降、自然気胸により7月中旬まで休養をとることを発表した。ライブ活動、SNS更新は全て停止したが、SHOWROOMの深夜配信は継続した。

### 2020年
- 2月14日、森ふうか Official YouTubeチャンネルを開設[1]。
- 4月30日、SYLエンターテインメントを退所、フリーランスとなる。
- 12月1日、自身初のソロアルバム『未完成ワンダーランド』を配信リリース。

### 2021年
- アイドルプロデューサー業にも進出し、アイドル育成組織『森サークル』を設立。その第一号としてアイドルグループ「ポジティブモンスター」のデビューを手掛けた。
- 12月4日 ポジティブモンスターが正式デビュー。

### 2022年
- 8月7日 TOKYO IDOL FESTIVAL 2022に、自身がプロデュースしているポジティブモンスターが出演。
- 10月30日 ポジティブモンスターのメンバーが、この日までに4名から美波夏海1名のみになったため、これ以降、新体制が発足するまでの間、鷲山加奈とともに、サポートメンバーとして活動。
  - 鷲山は、ポジティブモンスターの楽曲の振り付けを担当しており、森の親友でもある。鷲山は2024年6月30日にKanapon に改名し[6]、アイドルなど多彩に活動している。

### 2023年
- 4月23日 TOKYO GRAVURE IDOL FESTIVAL（TGIF）との連動企画「春のTGIF週プレ賞2023」に参加[7]。
- 4月26日 TGIFとの連動企画「春のTGIF ONLINE 2023」に参加。ミクチャで無料配信。
- 8月5日 TOKYO GRAVURE IDOL FESTIVAL 2023に参加[8]。
- 12月26日 2024年3月30日に行われる横浜ブロンテでのラストステージを以って芸能界を引退することを自身のX（旧Twitter）にて明らかにした[9]。

### 2024年
- 3月30日 横浜ブロンテで卒業公演を開催。対バンライブとして、多くのアイドル・アイドルグループがこの公演に出演し、森の引退を惜しんだ。
- 8月25日 アイドルグループ第二号として、ひまわりが咲く頃にが正式デビュー。
- 11月23日 自身のX（旧Twitter）にて、一般男性との入籍と懐妊を公表。
- 11月25日、自身のYouTubeチャンネルを、【森サークルTV】と改題し、自身がプロデュースしている、ポジティブモンスター・ひまわりが咲く頃に・Petit Monの各メンバーが出演するYouTubeチャンネルに内容を変更した[10]。

### 2025年
- 2月1日 結婚式および披露宴を実施[11]。自身がプロデュースしているアイドルや、親交のあるアイドルなどが出席した。

## 作品
| #         | タイトル                       | 作詞                      | 作曲              | 編曲       | 映像                 | 時間  |
| --------- | ------------------------------ | ------------------------- | ----------------- | ---------- | -------------------- | ----- |
| 1.        | 「未完成ワンダーランド」       | 森ふうか・鈴木裕哉        | 鈴木裕哉          | 岡崎宙史   | MV - YouTube         | 3:39  |
| 2.        | 「森ふうかの自己紹介」         | 森ふうか ちーむふーちゃん | 中山紀代彦        | 中山紀代彦 |                      | 3:59  |
| 3.        | 「フーチャンナイトフィーバー」 | 森ふうか                  | 鈴木裕哉          | 岡崎宙史   | MV - YouTube         | 4:16  |
| 4.        | 「にじいろのやくそく」         | 森ふうか                  | 中山紀代彦        | 中山紀代彦 | Dance ver. - YouTube | 3:42  |
| 5.        | 「キラキラキラリ☆」            | まい                      | CHEEBOW・吉村彰一 | CHEEBOW    | Dance ver. - YouTube | 3:57  |
| 6.        | 「#SNS彼女」                   | 森ふうか・鈴木裕哉        | 鈴木裕哉          | 岡崎宙史   | MV - YouTube         | 5:12  |
| 合計時間: | 合計時間:                      | 合計時間:                 | 合計時間:         | 合計時間:  | 合計時間:            | 24:45 |

## 主催ライブ
ここではフリーランスになってからのライブを記載する。
| 日程                | 場所                | イベント名                                                                                 | 出演者 |
| ------------------- | ------------------- | ------------------------------------------------------------------------------------------ | --- |
| 2020年11月15日 (日) | GOTANDA G5 (東京都) | 森フェス!!! Vol.1- support by icolony 〜アイドルの未来が占われる？！SP〜                   | 利根さやな / 松山あおい / 石原美沙紀 / 森ふうか / 詩菜 / みにょんブーケ                                                                                           |
| 2021年3月13日 (土)  | GOTANDA G2 (東京都) | 森フェス!!! Vol.2 〜歌の悩みも人生の失敗も右から左に受け流そうSP〜                         | ムーディ勝山 / 遠藤舞 / Piggy☆Bank$ from アイカレ / 松山あおい / 乙女エトワール / 森ふうか / ゆま（YouTuber）/ The High Roller /（仮）NOAH’S / 村田玲奈           |
| 2021年5月16日 (日)  | GOTANDA G2(東京都)  | 森フェス!!! Vol.3 ～森フェスって"楽しい"って気づいちゃったマーチSP～                       | 森ふうか / デッカチャン / 松山あおい / 利根さやな / 未完成リップスパークル / The High Roller / (笑)しがみついた青春 / 村田玲奈                                    |
| 2021年7月17日 (土)  | GOTANDA G2 (東京都) | 森フェス!!! Vol.4 ～ソロアイドル集結！推し増し推奨！みんな今日からおともだちSP～           | 森ふうか / パーマ大佐 / 松山あおい / 利根さやな / 鈴音ひとみ / The High Roller / (笑)しがみついた青春 / 月森楓                                                    |
| 2021年10月2日 (土)  | 恵比寿CreAto        | 森フェスVol.5 ～28ちゃいのふーちゃんもHAPPYに生きていくぜロッキュー！～                    | 森ふうか / 利根さやな / 石原美沙紀 / 松山あおい / 鈴音ひとみ / Fragrant Drive / かとう唯 / The High Roller / (笑)しがみついた青春 / 村田玲奈 / [芸人]スベリー杉田 |
| 2021年12月11日 (土) | 恵比寿CreAto        | 森フェスVol.6!!! ～お笑い×アイドルの夢の融合で何が生まれる？！2021年笑い飛ばしちゃおうSP～ | 森ふうか / ポジティブモンスター / 鈴音ひとみ / 弘松菜摘 / 鷲山加奈 / 月森楓 / The High Roller / (笑)しがみついた青春 / なかたぼっち / お見送り芸人しんいち        |
| 2022年5月1日 (日)   | GOTANDA G2          | 森フェスVol.7!!! ～夢のSPコラボ祭り!!!!～                                                  | 森ふうか/ポジティブモンスター/かとう唯/利根さやな/弘松菜摘/MASK OF GODDESS/内藤里奈/佐藤えりか/鷲山加奈/月丘つかさ/The High Roller/(笑)しがみついた青春           |

## 出演

### TV
- つんつべ♂バク音（2016年5月19日、TOKYO MX）
- たまごちゃん（2018年3月3日、静岡朝日テレビ）
- この指と〜まれ！season2（2018年4月28日、フジテレビ）
- MUSIC B.B.（2018年5月14 - 20日、TOKYO MX他）
- 夢劇場音楽堂（2018年9月12日、テレビ埼玉）
- 大谷ノブ彦 あなたの好きを聞かせて（2018年9月21日、Kawaiian TV）
- ひるキュン！（2018年9月24日、TOKYO MX）
- 全力坂（2019年3月19日「上原三丁目の坂」・2019年3月27日「西原三丁目の坂」、テレビ朝日）
- 楽遊のさきどり★アイドル塾（2019年5月2日・6月6日[12]・8月1日・10月3日・11月7日・12月5日・2020年1月1日・2月6日・3月5日・4月3日、TOKYO MX）
- 全力!脱力タイムズ (2021年9月3日、フジテレビ)

### 雑誌
- 『zipper summer号』
- 『マツエクスタイルブック』
- 『VDC Magazine 007』
- 『Highway Walker 東日本』
- 『IDOL VILLAGE』

### 舞台
- アリスインプロジェクト『魔銃ドナークロニクル[13]』月組（2016年9月28日 - 10月2日、新馬場・六行会ホール） - 有坂潤 役[14]

### Web
- 『よゐこチャンネル』（YouTube）
- 『SHOWROOMマガジン』単独インタビュー（SHOWROOM）
- 『アイドル＠UtaTen』（UtaTen）
- 『Yahoo!ライフマガジン』（Yahoo!）
- 『お悩みシェアハウス』（Abema Fresh!）- レギュラーMC
- 『西野24』（SHOWROOM）- キングコング西野と対談
- 『TOKYO IDOL NET』（TOKYO IDOL NET）
- 『TOKYO GIRLS UPDATE』（TGU）
- 『CHEERZ』（フォッグ）
- 『ガジェット通信インタビュー』
- 『松井咲子の爆笑クレッシェンド』（WALLOP放送局）
- 『インスタントジョンソンの”Shall We Conte？”』（WALLOP）
- 『キラキラヒカレ！』（WALLOP）
- 『推しの推しは推し！』（2020年10月、HEAR）

### ラジオ
- 『アイドルライブ情報部』（下北FM）
- 『らじぷら』（調布FM）

## 広告
- 『SHOWROOM』- TVCM
- 『ゲームミトラスフィア』- CM
- 『大塚製薬アミノバリュー』- キャンペーンガール
- 『原宿JOL』- イメージガール
- 『みんゴル』- JR東日本渋谷駅特大看板モデル
- 『チェルシーマーケット』- イメージガール
- 『日本唐揚協会 公認唐揚げ大使』
- 『ROLL ICE CREAM FACTORY』